# Vallerenzo
Vallerenzo è una frazione del comune italiano di Alta Val Tidone, in provincia di Piacenza.

## Geografia fisica
Vallerenzo è posta sull'Appennino ligure, nella val Tidoncello ad un'altitudine di 481 m s.l.m., sulla sponda destra del torrente Tidoncello, affluente del Tidone, circa 2 km a valle rispetto a Pecorara, che ne è stato il capoluogo comunale fino alla nascita del comune di Alta Val Tidone.

## Storia
Vallerenzo, citata in alcuni casi anche come Vallarenzo, viene menzionata nell'alto Medioevo come dipendente dall'abbazia di San Colombano di Bobbio.
Nel basso Medioevo venne coinvolta nelle guerre tra guelfi e ghibellini che coinvolsero anche i vicini castelli di Lazzarello, Montemartino e Cicogni.
In seguito fu feudo della famiglia Dal Verme.
Nel 2018, con la nascita del comune di Alta Val Tidone in seguito alla fusione del comune di Pecorara con i comuni di Caminata e Nibbiano, Vallerenzo diventò frazione di Alta Val Tidone.

## Monumenti e luoghi d'interesse
Oratorio della Madonna della Misericordia e di San LodovicoOratorio risalente al XVIII secolo e posto alle dipendenze della chiesa parrocchiale di Pecorara. In seguito sconsacrato, nel 1991 venne inserito nell'elenco dei beni tutelati da parte della Soprintendenza. Tra il 2006 e il 2007 l'edificio è stato restaurato grazie ad una collaborazione tra la Fondazione di Piacenza e Vigevano, il comune di Pecorara, il ministero dell'Economia e delle Finanze e la Banca di Piacenza, con una spesa totale di 40 000 €. L'edificio rinnovato è stato inaugurato nel 2008 con un dibattito e, in seguito, una mostra dedicati al centesimo anniversario della nascita di Giovanni Guareschi.

## Economia
Vallerenzo, come tutta la porzione di Appennino in cui si trova, è stata tradizionalmente dedita all'agricoltura; a partire dalla fine del XX secolo hanno iniziato a diffondersi anche il turismo enogastronomico e escursionistico, grazie anche alla presenza nella zona di sentieri segnalati dal CAI.

## Infrastrutture e trasporti
Il centro abitato di Vallerenzo è lambito dal passaggio della strada provinciale 34 di Pecorara che si dirama nei pressi di Nibbiano dalla strada statale 412 della Val Tidone risalendo la valle del torrente Tidoncello.